# World War Z (игра, 2019)
World War Z — компьютерная игра в жанре шутера от третьего лица, разработанная и изданная компанией Saber Interactive. Она была выпущена 16 апреля 2019 года для Microsoft Windows, PlayStation 4 и Xbox One, а версия для Nintendo Switch — 2 ноября 2021 года. 5 апреля 2022 года игра была выпущена для Google Stadia. Порты для PlayStation 5 и Xbox Series X/S были выпущены 24 января 2023 года. Игра основана на романе 2006 года «Мировая война Z», её действие происходит в той же вселенной, что и экранизации 2013 года, она рассказывает о группах из четырёх выживших после зомби-апокалипсиса.

## Игровой процесс
Игра представляет собой кооперативный шутер от третьего лица, в котором четыре игрока сражаются с огромными ордами зомби в семи местах, включая Нью-Йорк, Иерусалим, Москву, Токио, Марсель, Рим и Камчатку. Каждый эпизод разделён на 3-5 отдельных уровней. После прохождения уровня игроки получают «припасы» на основе поражения или победы. Припасы можно использовать для модернизации оружия и разблокировки новых вложений. Перки можно приобрести для конкретных классов с использованием расходных материалов.
Игроки могут выбрать один из восьми классов: стрелок (специализируется в дальнем бою), подрывник (специализируется на взрывчатке), технарь (инженер), медик (лекарь), палач (специализируется в ближнем бою), истребитель (специализируется на контроле толпы), оператор дрона (поддержка) и авангард (защита). Для каждого класса могут быть разблокированы новые перки по мере того, как игроки продолжают развиваться.
Игра может поддерживать до 1000 врагов, появляющихся на экране одновременно, и они могут взбираться друг на друга, чтобы достичь игроков на более высоком уровне. Игроки могут собирать различные предметы на поле боя, но их местоположение генерируется случайно. Помимо борьбы с зомби, игроки должны выполнять различные задачи, такие как сопровождение выживших.
В игре есть пять соревновательных многопользовательских режимов. В режиме игрока против игрока против зомби две команды игроков противостоят одновременно друг другу и ордам зомби.

## Разработка
Над игрой работали около 100 человек из Saber Interactive. Студия решила использовать лицензию World War Z, потому что они чувствовали, что было слишком много рисков, связанных с маркетингом новой интеллектуальной собственности. Мэтт Карч, главный исполнительный директор Saber Interactive, описал игру как комбинацию как фильма и романа. Джерри Лейн, персонаж из фильма, которого сыграл Брэд Питт, не появляется в игре, так как команда решила включить несколько выживших, у которых есть свои истории. Команда черпала вдохновение из игры The Chronicles of Riddick: Escape from Butcher Bay, когда они изучали, как они могли бы включить в игру элементы из фильма и книги. Left 4 Dead вдохновила разработчиков, когда они создавали игровой процесс. Движок Swarm Engine был специально создан для обработки до 500 зомби на экране одновременно.
Игра была анонсирована на The Game Awards 2017 и выпущена 19 апреля 2019 года для Microsoft Windows, PlayStation 4 и Xbox One. Focus Home Interactive и Mad Dog Games выступили дистрибьюторами. Изначально она была эксклюзивом Epic Games Store. Saber планировала поддерживать игру, введя больше эпизодов, персонажей, настроек и соревновательных режимов игры после запуска игры.

### Контент после релиза
Игра поддерживается регулярными обновлениями, патчами, новыми эпизодами, включая основной контент для режима орды и фиксированного хаба, большинство из них являются бесплатными.
Game of the Year Edition было выпущено 5 мая 2020 года и включает в себя новые наборы оружия и персонажей, новый PvE-эпизод из трёх миссий, действие которого происходит в Марселе, Франция, а также весь ранее выпущенный загружаемый контент. Также был анонсирован порт на Nintendo Switch. Мэтт Карч назвал запуск игры на консоли Nintendo «самым трудным, что нам пришлось сделать». Он был выпущен 2 ноября 2021 года.
Улучшенная версия игры под названием Aftermath, которая включает в себя издание Game of the Year Edition и представляет три новые локации (Марсель, Рим и Камчатка), новых персонажей, обновлённую систему ближнего боя и режим от первого лица, была выпущена 21 сентября 2021 года.

## Приём
| Сводный рейтинг    | Сводный рейтинг                                |
| Агрегатор          | Оценка                                         |
| ------------------ | ---------------------------------------------- |
| GameRankings       | - PC: 70,96 % - PS4: 70,35 %                   |
| Metacritic         | ПК: 70/100 PS4: 67/100 XONE: 73/100 NS: 69/100 |
| Иноязычные издания |                                                |
| Издание            | Оценка                                         |
| Destructoid        | 7,5/10                                         |
| Game Informer      | 8,25/10                                        |
| Jeuxvideo.com      | 14/20                                          |
| Push Square        | [ 25 ]                                         |

Согласно агрегатору рецензий Metacritic, игра получила смешанные или средние оценки, рейтинги версий для разных платформ составили: PC — 70 %, PS4 — 67 %, Xbox One — 73 %.
Game Informer сравнивал игру с серией игр Left 4 Dead, похвалив её за механику стрельбы, графику и сюжет, но раскритиковав за саундтрек, технические проблемы и историю ряда персонажей.

### Продажи
В неделю релиза игра была самой продаваемой в Великобритании. К 23 апреля 2019 года было продано более 1 млн копий игры, в первый месяц продаж разошлось почти 2 млн. К октябрю 2019 года было продано более 3 млн копий.
В Японии было продано 27 872 копий для PlayStation 4 в первую неделю продаж, за счёт чего игра заняла 7-е место в чарте по продажам игр во всех форматах.
По состоянию на октябрь 2019 года было продано более 3 миллионов копий.

## Адаптация
Стол для пинбола, основанный на игре, был выпущен 21 апреля 2022 года Zen Studios для игры Pinball FX Это был первый стол на этой платформе, который включал видеоматериалы из другой игры, хотя анимация DMD ранее использовалась в нескольких столах для Pinball FX3. На момент выпуска Zen Studios была частью Saber Interactive.